# Dauerschuldverhältnis
Das Dauerschuldverhältnis ist in der Rechtswissenschaft ein Schuldverhältnis, das auf wiederkehrende, sich über einen längeren Zeitraum wiederholende Leistungen und Gegenleistungen gerichtet ist und nur einmal in einem Vertrag vereinbart werden muss.

## Allgemeines
Der Begriff des Dauerschuldverhältnisses wird heute in § 313 Abs. 3 Satz 2 BGB verwendet. Lange war er nur Begriff in der Fachliteratur, so bei Paul Oertmann im Jahre 1910 oder 1914 bei Otto von Gierke. Die Rechtsprechung des Reichsgerichts (RG) ging ersichtlich im Dezember 1926 noch von einem „Dauervertrag“ aus oder im Dezember 1934 vom „Dauerverhältnis“. Der Bundesgerichtshof (BGH) übernahm den Begriff des Dauerschuldverhältnisses, soweit ersichtlich, erstmals im Juni 1951. Das Dauerschuldverhältnis bringt zum Ausdruck, dass ein Schuldverhältnis auf einen lang andauernden Zeitraum angelegt ist, in welchem die gegenseitigen Leistungen wiederkehren.

## Inhalt
Dem Dauerschuldverhältnis liegt keine einmalige Leistung und Gegenleistung wie etwa beim Kauf- oder Werkvertrag zugrunde, sondern ein fortlaufendes Handeln, Unterlassen oder Verhalten. Typisch für Dauerschuldverhältnisse ist, dass sie einmalig in einem Vertrag vereinbart werden, der eine sich mehr oder weniger regelmäßig wiederholende Leistung und Gegenleistung zum Inhalt hat, ohne dass es dazu einer weiteren Vereinbarung bedarf. So wird beispielsweise ein Arbeitsvertrag einmal geschlossen und hat danach die sich regelmäßig wiederholende und dauernde Arbeitsleistung des Arbeitnehmers und als dauerhafte Gegenleistung das Arbeitsentgelt des Arbeitgebers zum Gegenstand. Nach § 611a Abs. 1 BGB ist der Arbeitnehmer im Dienste eines anderen zur Leistung weisungsgebundener, fremdbestimmter Arbeit in persönlicher Abhängigkeit verpflichtet, der Arbeitgeber hat nach § 614 Satz 2 BGB die Vergütung nach Ablauf der einzelnen Zeitabschnitte zu entrichten. In der Literatur und Rechtsprechung ist die genaue Abgrenzung des Dauerschuldverhältnisses aber bis heute nicht gelungen. Insoweit wird bezweifelt, ob ein Rechtsinstitut normativ Relevanz haben soll (und kann), wenn seine Abgrenzung im Einzelnen vage geblieben ist.

## Arten
Nach dem vereinbarten Zeitraum unterscheidet man zwischen befristeten und unbefristeten Dauerschuldverhältnissen. Ein befristetes Dauerschuldverhältnis liegt vor, wenn der Vertrag eine bestimmte Laufzeit mit einem Termin enthält oder mit Eintritt eines bestimmten Ereignisses enden soll. Bei unbefristeten Dauerschuldverhältnissen ist keine bestimmte Laufzeit festgelegt, sie enden durch Kündigung.
Ferner können Dauerschuldverhältnisse nach ihrem Inhalt (Vertragsgegenstand) unterschieden werden:
- Gebrauchsüberlassung
  - Miete
  - Pachtvertrag
  - Leihvertrag
  - Leasing
- Dienstleistungsverträge
  - Dienstvertrag
  - Arbeitsvertrag
  - Telefonvertrag
  - Heimvertrag
- Kreditinstitute
  - Darlehensvertrag
  - Kreditvertrag
  - Dauerauftrag
  - Sparvertrag
  - Verwahrungsvertrag
- Versicherungsvertrag
  - Lebensversicherung
  - Haftpflichtversicherung
  - Hausratversicherung
- Lizenz- und Nutzungsverträge[10]
  - Verlagsvertrag
  - Urheberrechtsvertrag
  - Lizenzvertrag
- Sachleistungsverträge
  - Sukzessivlieferungsvertrag
  - Bierlieferungsvertrag
- Gesellschaften
  - Gesellschaftsvertrag
  - Unterlassungserklärung

### Beispiele
Der Telefonvertrag begründet eine Vielzahl von dauerhaft durch das Telekommunikationsunternehmen bereitzustellenden Dienstleistungen und deren Bezahlung durch den Nutzer. Bei allen Bankgeschäften kann ein Dauerschuldverhältnis unterstellt werden, weil es sich bei dem Verhältnis der Hausbank zu ihrem Bankkunden um eine dauerhafte Geschäftsbeziehung handelt, in deren Rahmen wiederkehrende Aufträge veranlasst und dementsprechende Bankleistungen erbracht werden. Auch sämtliche Versicherungsverträge sind Dauerschuldverhältnisse, weil ein bestimmtes Risiko über einen unbegrenzten Zeitraum hinweg versichert werden soll. Der Bundesgerichtshof (BGH) stufte im November 1953 die Versicherungsleistung als „Dauerleistung“ ein und die Prämienzahlungspflicht des Versicherungsnehmers als „wiederkehrende Leistungen“.
Der Versorgungsvertrag mit Energieversorgungsunternehmen ist ein Bezugsvertrag, bei dem der Umfang der künftigen Liefermengen (elektrischer Strom, Erdgas, Fernwärme, Trinkwasser) bei Abschluss des Vertrags noch ungewiss ist. Wegen dieser Ungewissheit steht der Energieversorger in ständiger Leistungsbereitschaft, um den Vertrag erfüllen zu können. Der Zeitpunkt und die Häufigkeit der Abrufe sowie die Leistungsmenge bestimmt der Verbraucher. Der Energieversorger hat die angeforderten Einzelleistungen stets zeitnah zu erbringen. Die Vertragspartner sind zu wiederkehrenden Leistungen verpflichtet, so dass der Bezugsvertrag ein Dauerschuldverhältnis darstellt.
Im Gesellschaftsrecht gelten der Gesellschaftsvertrag und die Unterlassungserklärung als Dauerschuldverhältnis.
Nicht zu den Dauerschuldverhältnissen gehören der Ratenlieferungsvertrag und die Wiederkehrschuldverhältnisse.

## Rechtsfragen
Auf Dauerschuldverhältnisse finden die allgemeinen Vorschriften über Schuldverhältnisse Anwendung, doch sind Gestaltungsrechte wie Anfechtung oder Rücktritt – die sonst auf den Zeitpunkt des Vertragsabschlusses zurückwirken – beim Dauerschuldverhältnis durch die Kündigung ersetzt. Die Kündigung beendet das Dauerschuldverhältnis jedoch lediglich für die Zukunft.
Erbringen beide Vertragspartner ihre Hauptleistungspflichten, so erfüllen sie hierdurch aufgrund des Dauerschuldvertrages ihre gegenseitigen Forderungen und Verbindlichkeiten. Diese erfüllten Hauptleistungspflichten leben nach den vertraglichen Vereinbarungen wieder auf, ohne dass es einer gegenseitigen Aufforderung durch die Vertragspartner bedarf. Das Dauerschuldverhältnis führt zu gesteigerten Treuepflichten (Vertragstreue) und zur gegenseitigen Rücksichtnahmepflicht. Unbefristete Dauerschuldverhältnisse können für die Zukunft durch ordentliche Kündigung beendet werden, befristete enden durch Zeitablauf. Die außerordentliche Kündigung dient der Beendigung eines befristeten Dauerschuldverhältnisses vor Ablauf des Termins.
Bei bilanzierungspflichtigen Wirtschaftssubjekten sind noch bestehende Dauerschuldverhältnisse am Bilanzstichtag als schwebendes Geschäft nur dann auszuweisen, wenn eine Forderung oder Verbindlichkeit aus fehlender Erfüllung vorliegt oder eine Rückstellung vorzunehmen ist. Im Übrigen gilt der Grundsatz der Nichtbilanzierung.

### Kündigung
Grundsätzlich können Dauerschuldverhältnisse ordentlich oder mit einem wichtigen Grund auch außerordentlich gekündigt werden. Die grundlose Kündbarkeit von Dauerschuldverhältnissen kann durch vertragliche Vereinbarung bis zum Erreichen der Bindungsgrenzen ausgeschlossen werden. So können Verbraucher ein Dauerschuldverhältnis (z. B. Stromvertrag), das ab dem 1. März 2022 abgeschlossen wurde, nach der Erstlaufzeit jederzeit mit einer Frist von maximal einem Monat kündigen. Die stillschweigende Verlängerung eines Verbrauchervertrags, der vor dem 1. März 2022 abgeschlossen wurde, darf jeweils höchstens ein Jahr betragen. Die Kündigungsfrist darf bei solchen Verträgen maximal drei Monate bis zum Ablauf der ursprünglichen oder stillschweigend verlängerten Vertragsdauer betragen.
Nach § 314 Abs. 1 Satz 1 BGB kann jeder Vertragspartner das Schuldverhältnis aus wichtigem Grund ohne Einhaltung einer Kündigungsfrist kündigen. Ein wichtiger Grund liegt nach § 314 Abs. 1 Satz 2 BGB vor, wenn die Fortsetzung des Schuldverhältnisses einem Teil nicht zumutbar ist. Dies ist unter Berücksichtigung des Einzelfalls und nach Abwägung der beiderseitigen Interessen zu beurteilen. Das Kündigungsrecht aus wichtigem Grund kann nicht aufgrund einer einzelvertraglichen Regelung wirksam ausgeschlossen werden. Die Kündigung beendet das Dauerschuldverhältnis lediglich für die Zukunft, bis zur Kündigung erbrachte Leistungen sind gegenseitig abzurechnen.

## International
In der Schweiz und Österreich gibt es eine ähnliche Regelung. In Österreich unterscheidet man zwischen Zielschuldverhältnissen (wie dem Kaufvertrag) und Dauerschuldverhältnissen (wie dem Bierbezugsvertrag). Die Kündigung eines Dauerschuldverhältnisses ist eine auf Vertragsauflösung gerichtete empfangsbedürftige Willenserklärung, die unmittelbar rechtsgestaltende Wirkung hat. Die Schweiz kennt als Dauerschuldverhältnisse insbesondere Mietvertrag (Art. 253 ff. OR), Pachtvertrag (Art. 275 ff. OR), Gebrauchsleihe (Art. 305 ff. OR), Darlehensvertrag (Art. 312 ff. OR), Arbeitsvertrag (Art. 319 ff. OR), Agenturvertrag (Art. 418a ff. OR), Hinterlegungsvertrag (Art. 472 ff. OR), Leibrentenvertrag (Art. 516 ff. OR) oder einfache Gesellschaft (Art. 520 ff. OR).
Das Dauerschuldverhältnis ist ein Rechtsbegriff im deutschsprachigen Rechtsraum, der in anderen Staaten als Oberbegriff für bestimmte Schuldverhältnisse unbekannt ist.